# محمد جواد
محمد جواد (ولد في 1985 في ميرانشاه بباكستان) اُعتقل خارج إطار القانون في معتقل غوانتانامو الأمريكي في كوبا، بتهمة إلقائه قنبلة على القوافل العسكرية الأمريكية أثناء مرورها في أفغانستان في 17 ديسمبر 2002. تقول أسرته أن كان عمره 12 عامًا وقت اعتقاله في 2002. وتقول وزارة الدفاع الأمريكية أن فحص العظام يقول أن عمره حوالي 17 سنة.
اُعتقل جواد في البداية في قاعدة باغرام الجوية، ثم نُقل إلى معتقل غوانتانامو معتقل في عام 2003 حتى عام 2009. ورقم الاعتقال التسلسلي الخاص به كان 900.
اللجنة العسكرية حكمت ببراءته، بررت ذلك بأن اعترافه أنه رمي قنبلة يدوية غير مقبول ولا يُعتدّ به؛ لأنه تم الحصول عليه تحت الإكراه، بعد أن هددته السلطات الأفغانية بقتله وقتل عائلته. وصدر أمر الإفراج عنه في واشنطن في 30 يوليو 2009. وفي 24 أغسطس 2009 تم نقله من معتقل غوانتانامو إلى أفغانستان.

## عمره
مثل العديد من الأفغان لم يكن لمحمد جواد أي أوراق رسمية منذ ولادته، ولا يًعرف عمره بالتحديد. تقول والدته أنه ولد بعد ستة أشهر من مقتل والده أثناء معركة قرب خوست في عام 1991. وفي مقابلة مع قناة الجزيرة الإنجليزية قال أحد أعمامه أنه وُلد بعد أربعة أشهر من مقتل والده في عام 1990. بينما قالت السطات الأمريكية أنه تم فحص عظامه لمعرفته سنه وتم تقديرها بـ حوالي 17 أو 18 سنة.

## سيرته
قتل والده في معركة في ولاية خوست في أفغانستان خلال الأفغانية-السوفيتية الحرب. انتقلت أمه إلى مخيم للاجئين الأفغان في ميران شاه في باكستان، وأنجبته هناك.
درس جواد حتى الصف السادس أو الصف السابع في المدرسة. وبعد عدة سنوات أخبره أحد الأشخاص عن وظيفة مربحة في كابول في أفغانستان حيث تعتزم الحكومة إزالة الألغام الأرضية. وتم وعده بـ 12 ألف روبية باكستانية جراء هذا العمل. تم إلقاء قنبلة يدوية على دورية أمريكية، أدت إلى إصابة عددًا من القوات الخاصة بجروح، وتم اتهام جواد بذلك.